# Lestrigonus ducrayi
Lestrigonus ducrayi is een vlokreeftensoort uit de familie van de Lestrigonidae. De wetenschappelijke naam van de soort is voor het eerst geldig gepubliceerd in 1992 door Zeidler.